# Сало, Ола
Ола Сало (швед. Ola Salo), настоящее имя Рольф Ола Андерс Свенссон (швед. Rolf Ola Anders Svensson, родился 19 февраля 1977 в Авесте) — шведский рок-музыкант и певец, бессменный лидер глэм-рок-группы The Ark за время её существования (1991—2011).

## Биография

### Семья
Родился 19 февраля 1977 в городе Авеста (лен Даларна). Родители: Ларс Свенссон, священник из Сорабю, и Биргитта Свенссон, медсестра (в девичестве Скарин). У Олы также есть четверо братьев и сестёр. С детства проживал в местечке Роттне. В возрасте четырёх лет написал первую песню Raggarbilar. Учился в школе с музыкальным уклоном в Кафедральной школе Вёкшё, позднее переехал в Мальмё. Свой сценический псевдоним Ола Сало взял в 1996 году как палиндром своего имени.
С ноября 2009 года женат на давней подруге Аннели Пекула. В 2010 году у них родилась дочь Джудит. В ночь с 18 на 19 ноября 2015 года у супругов родилась вторая дочь Мириам. Вместе с тем Сало не скрывает свою бисексуальную ориентацию. Является вегетарианцем.

### Музыкальная карьера
Рольф Ола Андерс Свенссон создал свою группу The Ark в возрасте 14 лет в 1991 году, пригласив туда своих друзей: Ларса Юнгберга, Микаэля Йепсона и Магнуса Ольссона. Параллельно он был актёром и певцом в Театра оперы и музыки Мальмё, выступая в мюзиклах «Кристина из Дювемолы» и «Скрипач на крыше». В 2007 году к 300-летнему юбилею со дня рождения Карла Линнея Ола Сало выступил с концертом в Вёкшё 28 января с симфонической поэмой «Linnaeus Rex» (с лат. — «Царь Линней»), сыграв её и в Уппсале в том же году.
В 2007 году Ола Сало и его группа The Ark побеждают на Мелодифестивален с песней The Worrying Kind и едут на Евровидение в Хельсинки: Швеция, попавшая в Топ-10 в прошлом году, автоматически выходила в финал. Группа выступила под 12 номером в финале, однако заняла только 18-е место с 51 очками. Тем не менее, Сало продолжает активную музыкальную деятельность и переводит на шведский язык рок-оперу «Иисус Христос — суперзвезда». Оперу ставят с 2008 по 2009 годы в Мальмё, с 2012 по 2013 годы её показывают в театре Göta Lejon в Стокгольме, где Сало играет роль Иисуса. С 2014 года по Швеции идут гастроли.
В 2010 году награждён Союзом студенческой ассоциации певцов за вклад в музыку и создание множества новых художественных образов, которые позволили стереть границу между старыми и новыми стилями.
В 2015 году выпустил сольный альбом «Wilderness».

### На радио и телевидении
Дважды Сало выступал на шведской радиопередаче Sommar на радиостанции Sveriges Radio P1: 16 июля 2003 и 26 июля 2009. Один раз он выступил в 2013 году на передаче Sommarpratarna на Sveriges Television. С 2012 года является тренером в программе «The Voice Sverige», шведской версии международного музыкального шоу «The Voice». 2 ноября 2013 состоялась постановка его рок-оперы Kult на Шведском радио. В 2014 году участвовал в пятом сезоне музыкального шоу «Så mycket bättre» на канале TV4. 5 марта 2016 стал ведущим шоу Melodifestivalen 2016 вместе с Джиной Дирави и Петером Йебаком.